# 星野寛
星野寛（ほしの ひろし、1955年〈昭和30年〉6月23日 - ）は、日本の政治家。群馬県議会議員（7期）。過去には、第90代群馬県議会議長、群馬県議会副議長を務めた。株式会社尾瀬岩鞍リゾート代表取締役。

## 経歴
群馬県利根郡片品村出身。1974年（昭和49年）、群馬県立前橋高等学校卒業。1979年、早稲田大学法学部を卒業。1980年、尾瀬開発株式会社に入社。
1991年（平成3年）、沼田青年会議所理事長となり、翌年日本青年会議所「町づくりネットワーク推進委員会」副委員長、さらに翌年「環境教育プログラム委員会」委員長となった。
1995年（平成7年）、群馬県議会議員選挙に初当選。1999年に再選。2003年に3選。2007年の県議選では僅差で落選。2011年に4選。2015年に5選。2019年の県議選で6選。2023年の県議選で7選。
2012年5月25日から2013年5月24日まで群馬県議会副議長を務めた。2016年5月26日から2017年5月25日まで第90代群馬県議会議長を務めた。県議会ではその他に、議会運営委員会委員長、議会基本条例推進委員会委員長などを歴任した。

## 役職
- 日本鋼索交通協会 会長（代表理事）[12][3][2]
- 群馬県スキー場経営者協会 会長[3][2]
- 片品村スキー場連絡協議会 会長（2016年８月まで）[2]
- 群馬県水源林造林協議会 会長[3][2]
- 群馬県ホッケー協会 副会長（平成12年～）[3][2]

## 関連文献
- 上越新幹線新潟空港乗り入れを熱望する 群馬県会にインタビュー(前編) (上越新幹線-新潟空港ライン早期実現を)[13]
- 上越新幹線新潟空港乗り入れを熱望する 群馬県会にインタビュー(後編) (上越新幹線-新潟空港ライン早期実現を)[14]
- 群馬県議会で巻き起こった「上越新幹線新潟空港乗り入れ」待望論 (特集 上越新幹線 : 新潟空港乗り入れ問題)[15][16][17]